# Casa Vilaseca (Manlleu)
La Casa Vilaseca és una casa plurifamiliar de planta baixa i dos pisos del municipi de Manlleu (Osona) que forma part de l'Inventari del Patrimoni Arquitectònic de Catalunya.

## Descripció
Els portals centrals dels baixos són d'arc rebaixat amb dovelles i els laterals són rectangulars, el de la part dreta té la llinda decorada. Al primer pis, a la part central hi ha mosaic on s'hi representa Sant Martí que es troba a un pelegrí. A les parts laterals hi ha uns balcons que conserven uns portals antics de forma rectangular datats al segle xviii. A la part superior hi ha sis finestres en arc de mig punt. La teulada se sosté a través de mènsules. que ressegueixen la part baixa del ràfec. La façana és decorada amb esgrafiats que fan referència a temes marins, del camp i animals. A la part posterior hi ha un ampli jardí.

## Història
La casa presenta diverses etapes constructives, tal com senyalen les dates de les llindes de finestres i portals (segle xvii, segle xviii). A principis del segle XX s'encarregà la reforma a l'arquitecte Isidre Puig i Boada, i fou construïda per Josep Molas.